# مانويلا بيتسو
مانويلا بيتسو (بالإسبانية: Manuela Pizzo) مواليد 13 نوفمبر 1991، هي لاعبة كرة يد أرجنتينية تلعب كظهير أيسر. تلعب حاليا مع إستوديانتيس دي لا بلاتا. مثلت منتخب الأرجنتين لكرة اليد للسيدات. شاركت في دورة الألعاب الأولمبية الصيفية سنة 2016. حققت المركز الثاني في دورة الألعاب الأمريكية 2011.

## سجل المنافسة
شاركت في البطولات التالية:
- الألعاب الأولمبية الصيفية 2016
- بطولة العالم لكرة اليد للسيدات 2011
- بطولة العالم لكرة اليد للسيدات 2013
- بطولة العالم لكرة اليد للسيدات 2015

## الميداليات
| الميدالية | المسابقة                    |
| --------- | --------------------------- |
| فضية      | دورة الألعاب الأمريكية 2011 |
| فضية      | دورة الألعاب الأمريكية 2015 |

## روابط خارجية
- مانويلا بيتسو على موقع الاتحاد الأوروبي لكرة اليد (الإنجليزية)
- مانويلا بيتسو على موقع أوليمبيديا (الإنجليزية)
- مانويلا بيتسو على موقع اللجنة الأولمبية الأرجنتينية (الإسبانية)